# NGC 5260
NGC 5260 est une galaxie spirale barrée située dans la constellation de l'Hydre. Sa vitesse par rapport au fond diffus cosmologique est de 6 789 ± 21 km/s, ce qui correspond à une distance de Hubble de 100,1 ± 7,0 Mpc (∼326 millions d'al). NGC 5260 a été découverte par l'astronome américain Lewis Swift en 1885.
La classe de luminosité de NGC 5260 est III et elle présente une large raie HI. Elle renferme peut-être des régions d'hydrogène ionisé et c'est une galaxie active de type Seyfert 2.
Selon Soares et ses collègues, NGC 5260 et ESO 509-093 forment une paire de galaxies. La distance de Hubble d'ESO 509-093  est de 296,27 ± 20,75 (∼). Il s'agit donc d'une lointaine galaxie et cette paire est purement optique.